# Michael Schaaf
Michael Schaaf (* 11. Juli 2000 in Köln) ist ein deutscher Eishockeyspieler.

## Karriere
Der Verteidiger begann seine Karriere beim EHC Troisdorf und wechselte im Jahre 2012 in die Nachwuchsabteilung der Kölner Haie. Zwischen 2016 und 2018 spielte Schaaf mit seiner Mannschaft in der Deutschen Nachwuchsliga, bevor er sich dem Krefelder EV anschloss. Ab der Saison 2019/20 wurde Schaaf in der U-23-Mannschaft der Krefelder eingesetzt, die in der drittklassigen Oberliga Nord antrat. In der Saison 2022/23 lief Michael Schaaf für die Selber Wölfe auf und absolvierte 42 Spiele in der zweitklassigen DEL2, in denen ihm ein Tor gelang. Um Spielpraxis zu sammeln wurde er während der Saison an den Oberligisten Höchstadter EC ausgeliehen. In der Saison 2023/24 spielte Michael Schaaf für den Oberligisten Hammer Eisbären, bevor er im Sommer 2024 zum Ligarivalen Herforder EV wechselte.

## Erfolge und Auszeichnungen
- 2015 Deutscher Schülermeister mit dem Kölner EC